# Umbilicaria esculenta
Umbilicaria esculenta är en lavart som först beskrevs av Miyoshi, och fick sitt nu gällande namn av Minks. Umbilicaria esculenta ingår i släktet Umbilicaria och familjen Umbilicariaceae.   Inga underarter finns listade i Catalogue of Life.

## Källor

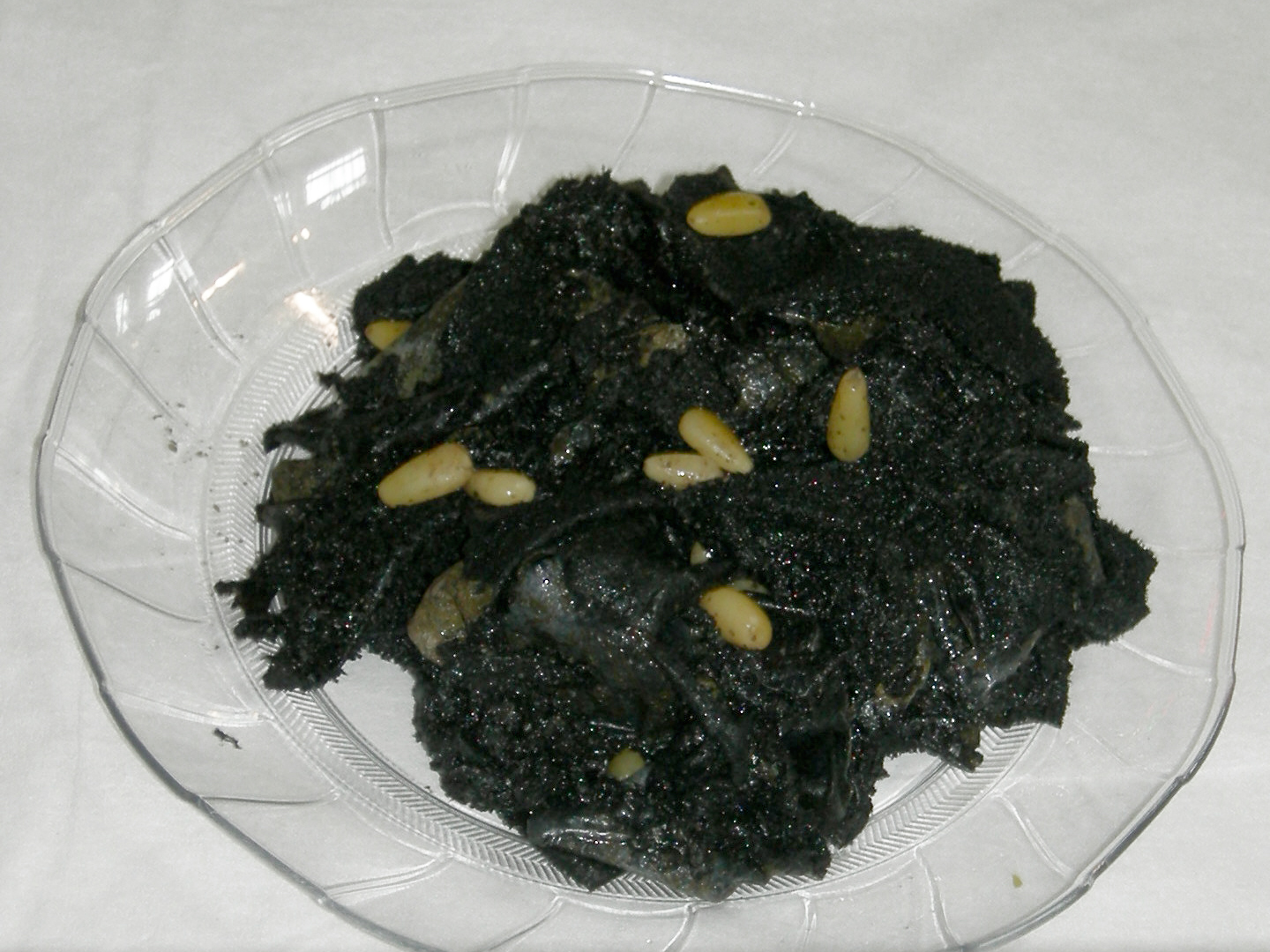